# Redwood Village (San Diego)
Redwood Village es un barrio de la zona de Mid-City, en la ciudad de San Diego (California). Anteriormente el barrio era conocido como "Darnall," pero el 7 de junio de 2007, los residentes votaron cambiar el nombre del barrio a Redwood Village.
Redwood Village es una zona principalmente residencial, con la excepción de la parte meridional de la Avenida de la Universidad, en donde se encuentran dos centros comerciales: University Square Shopping Center y Rolando Shopping Center.

## Geografía
Redwood Village limita con la Calle 54 al oeste, con la Avenida University/Chollas Parkway por el norte, con la Calle 69 por el este, y con la Avenida College/Thorn st/Calle Redwood por el sur.

## Educación
Redwood Village tiene dos escuelas elementales.
- Rolando Park Elementary School (Distrito Escolar Unificado de San Diego)
- Darnall E-Campus Charter Elementary School (Distrito Escolar Unificado de San Diego)